# ولف+۵۸۵، سینیور
هابرت بلاین والفیِشلگلستاین‌هَویزن‌برگردورف (ولف+۵۸۵، سینیور) خلاصهٔ نام یک چاپچی اهل آلمان است که بین سال‌های ۱۹۰۴ تا ۱۹۸۵ می‌زیسته‌است. وی دارای رکورد طولانی‌ترین نام فرد در دنیاست. اسم کوچک وی از ۲۶ اسم کوچک دیگر تشکیل شده‌است که هر کدام از آن‌ها با یکی از حرف الفبا آغاز می‌شود و به ترتیب نوشته شده‌اند. بعضی از این نام‌ها، از زبان‌های دیگر گرفته شده‌اند، به عنوان مثال نام Xerxes که یک نام فارسی کهن و معادل خشایار امروزی است نیز جزئی از نام اوست.
+۵۸۵ به تعداد حروفی از نام خانوادگی وی اشاره دارد که در خلاصه اسم وی آورده نشده‌است، یعنی نام خانوادگی وی در مجموع شامل ۵۹۰ حرف است.
نام کامل وی (شامل اسم کوچک و نام خانوادگی) شامل ۷۴۶ حرف، و به صورت زیر است:
اسم کوچک، پررنگ شده‌است.
| Adolph Blaine Charles David Earl Frederick Gerald Hubert Irvin John Kenneth Lloyd Martin Nero Oliver Paul Quincy Randolph Sherman Thomas Uncas Victor William Xerxes Yancy Zeus Wolfeschlegelsteinhausenbergerdorffvoralternwarengewissenhaftschaferswessenschafewarenwohlgepflegeundsorgfaltigkeitbeschutzenvonangreifendurchihrraubgierigfeindewelychevoralternzwolftausendjahresvorandieerscheinenwanderersteerdemenschderraumschiffgebrauchlichtalsseinursprungvonkraftgestartseinlangefahrthinzwischensternartigraumaufdersuchenachdiesternwelchegehabtbewohnbarplanetenkreisedrehensichundwohinderneurassevonverstandigmenschlichkeitkonntefortplanzenundsicherfreuenanlebenslanglichfreudeundruhemitnichteinfurchtvorangreifenvonandererintelligentgeschopfsvonhinzwischensternartigraum, Senior. |

## زندگی‌نامه
هابرت در ۲۹ فوریهٔ ۱۹۰۴ در شهر برگدورف در نزدیکی هامبورگ در آلمان به‌دنیا آمد، پس‌از مدتی به فیلادلفیا در آمریکا مهاجرت کرد و در سال ۱۹۸۵ در همان‌جا از دنیا رفت.